# 敖德薩法國國際學校
敖德薩法國國際學校（法語：École française privée d‍ 'Odessa；EFPO ）是一所位於乌克兰敖德薩的法國國際學校。

## 歷史
在法國大使館、敖德薩法語聯盟和AEFE的支持下，學校於2013年9月開業。 
它由奧德賽集團經營。但自從2022年2月，俄羅斯入侵烏克蘭的時候，學校開始放假。其所有的學生以及員工離開了烏克蘭。但在CANOPé network的幫助下，開始為學生提供虛擬教育選項。

## 外部連結
- 官方網站 （页面存档备份，存于）